# Élections législatives malaisiennes de 2022
Les élections législatives malaisiennes de 2022 se déroulent le 19 novembre 2022 afin de renouveler les 222 membres du Dewan Rakyat, la chambre des représentants de Malaisie. Des élections provinciales ont lieu le même jour dans les États de Pahang, Perak et Perlis. À la suite d'un abaissement de l'âge d'obtention du droit de vote de 21 à 18 ans sous la législature sortante, le nombre des électeurs inscrits sur les listes électorales s'élève à 21 millions, contre un peu moins de 15 millions aux élections précédentes.
Le scrutin intervient de manière anticipée après plusieurs années d'instabilité politique ayant conduit trois Premier ministre à se succéder en trois ans.
Les résultats, très serrés, ne dégagent pas de majorité claire entre les trois principales coalitions, le Pakatan Harapan, le Perikatan Nasional et le Barisan Nasional du Premier ministre sortant Ismail Sabri Yaakob. Cette situation ouvre la voie à des négociations entre les coalitions et plusieurs partis mineurs, aucune des principales forces ne détenant seule la majorité absolue.
Cinq jours après le scrutin, le roi Abdullah Shah nomme Premier ministre le dirigeant du Pakatan Harapan, Anwar Ibrahim. 

## Contexte

### Gouvernement Mahathir

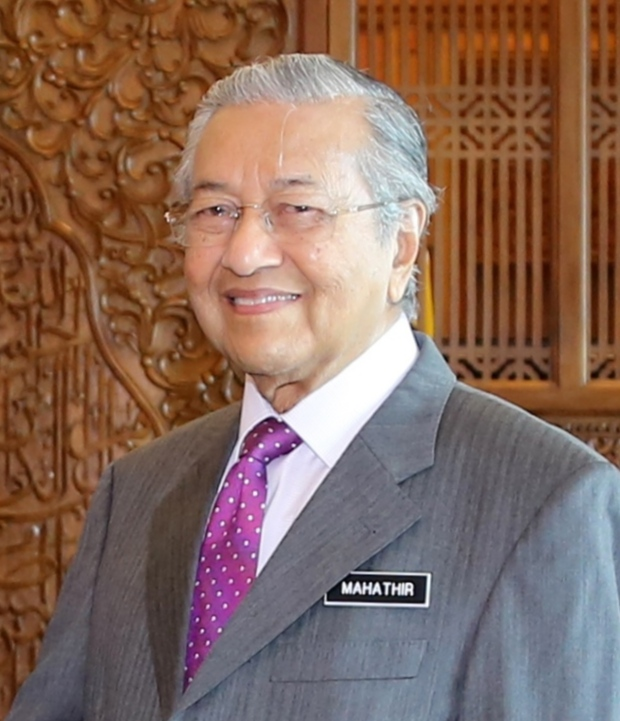
Mahathir Mohamad en 2018.

Les élections législatives de mai 2018 donnent lieu à une alternance politique. À la tête de la coalition Pakatan Harapan, Mahathir Mohamad redevient en effet Premier ministre le 10 mai 2018 après la défaite aux élections de la coalition Barisan Nasional (BN) menée par son ancien parti, l'Organisation nationale des Malais unis (UMNO). Il devient ainsi le chef de l'exécutif le plus âgé au monde, devant le président tunisien Béji Caïd Essebsi. Sa victoire, considérée comme une surprise, s'expliquerait par la bonne image dont il jouit dans le pays et par la lassitude de la population envers la coalition sortante.
Durant la campagne, Mahathir Mohamad déclare vouloir poursuivre le Premier ministre sortant Najib Razak, accusé de corruption dans le cadre du scandale de 1Malaysia Development Berhad, allant jusqu'à promettre de recourir à Interpol en cas de fuite de Razak hors du pays. Il promet également de supprimer la taxe sur la valeur ajoutée instaurée par son prédécesseur, ainsi que d'instaurer une limite de mandats électifs. Le 12 mai 2018, Najib Razak est interdit de sortie du territoire alors qu'il s'apprêtait à se rendre en Indonésie pour une « pause »,.
Mahathir Mohamad s'engage surtout à remettre le pouvoir à Anwar Ibrahim, considéré comme plus progressiste, lorsque celui-ci sera sorti de prison,. En attendant, Wan Azizah Wan Ismail, épouse d'Ibrahim et nouvellement élue députée, est nommée vice-Première ministre. Elle occupe son poste de parlementaire en attendant que son mari puisse être élu lors d'une législative partielle. Dès le 11 mai 2018, Mahathir annonce que le roi Muhammad Faris Petra a donné son accord pour pardonner et libérer Anwar Ibrahim ; il réitère à cette occasion qu'il lui cédera le pouvoir, dans deux ans. Sa libération, qui lui permet d'être de nouveau éligible, intervient le 16 mai. Entretemps, le gouvernement de Mahathir Mohamad est annoncé le 12 mai 2018.

### Gouvernement Muhyiddin

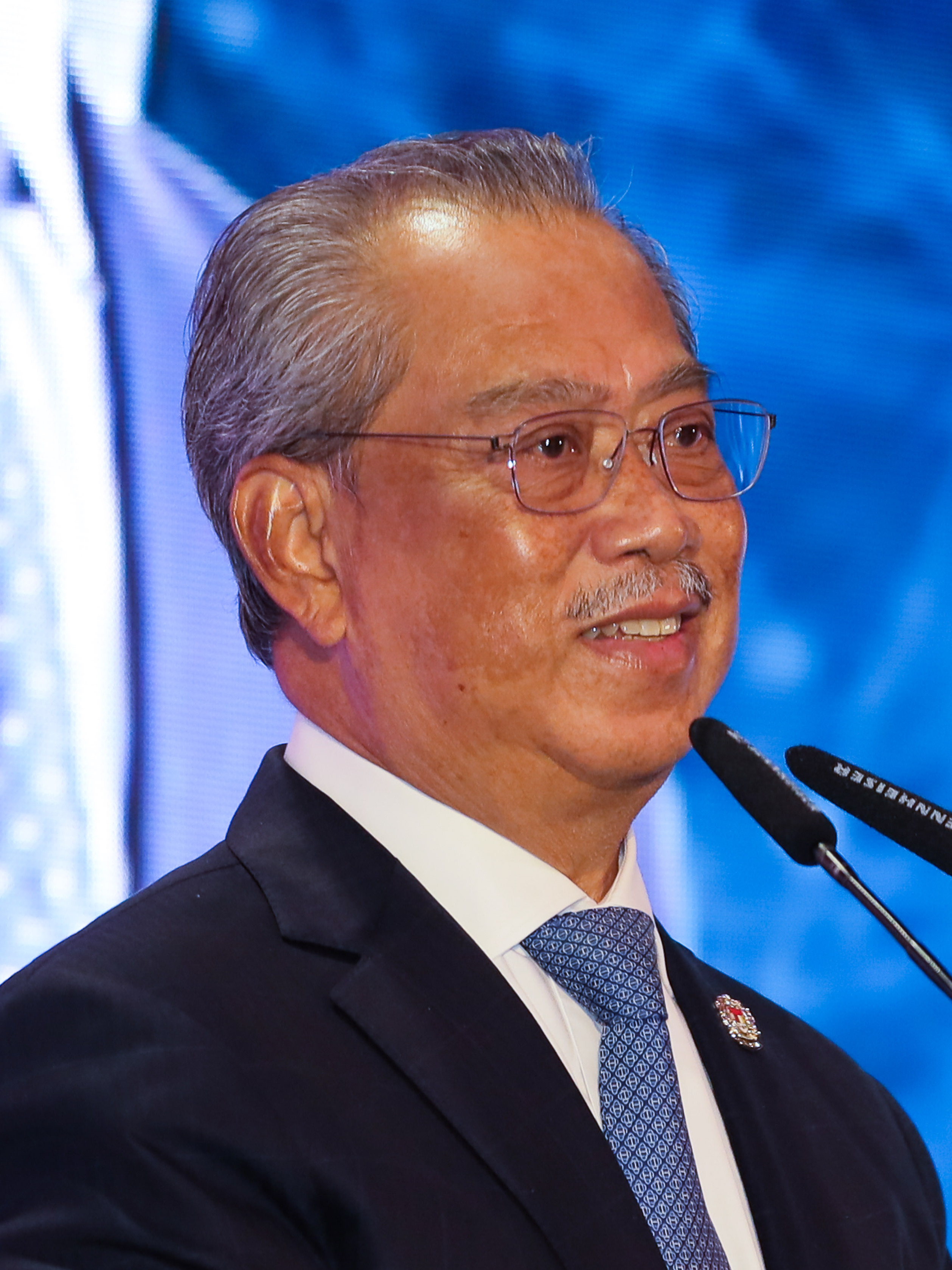
Muhyiddin Yassin en 2021.

Mahathir Mohamad démissionne finalement le 24 février 2020 au lendemain de l'effondrement de sa coalition et d'une tentative de son parti de renverser son gouvernement afin d'en former un nouveau avec l'appui de l'UMNO. La manœuvre du Pakatan Harapan vise alors ouvertement à empêcher Anwar Ibrahim de devenir Premier ministre. Le jour même, le roi Abdullah Shah accepte la démission de Mohamad et le nomme Premier ministre par intérim, bien que la vice-Première ministre Wan Azizah Wan Ismail ait été pressentie pour assurer l'intérim. Une incertitude règne alors sur la possibilité pour Mahathir de reformer sa coalition, en former une nouvelle autour de son parti avec des dissidents du parti d'Anwar Ibrahim et de l'UMNO, ou de convoquer nouvelles élections législatives,.
Le roi reçoit ensuite individuellement les députés afin de trouver la personnalité possédant le soutien de la majorité d'entre eux. Mahathir Mohamad propose un gouvernement d'union tandis qu'Anwar Ibrahim réclame la responsabilité de former le prochain gouvernement,. Le 27 février, Mahathir Mohamad annonce que le Parlement choisira le prochain Premier ministre la semaine suivante. Les deux hommes ayant échoué à former un gouvernement et Mahathir Mohamad n’étant pas parvenu à reformer leur coalition, le dirigeant du Parti unifié indigène de Malaisie, Muhyiddin Yassin est désigné Premier ministre avec le soutien de l'UMNO et du Gagasan Sejahtera. Muhyiddin prête serment le 1er mars en dépit de la demande de Mahathir de la tenue d'une réunion du Parlement pour que son successeur prouve qu'il dispose d'une majorité.
Le pays s'enfonce à l'été 2021 dans une crise politique. Impopulaire, le Premier ministre Muhyiddin Yassin instaure l'état d'urgence (en) le 12 janvier, lui permettant de geler l’activité du Parlement et de gouverner par décret. Des manifestations d'étudiants se produisent également pour demander un moratoire sur les prêts étudiants en réponse au taux de chômage élevé des jeunes, qui s'élève à 13,5 % en janvier 2021, contre 10 % en janvier 2020 en l'absence d'aide sociale,. La perte du soutien de son ancien parti et partenaire de coalition, l'UMNO, qui appelle publiquement à sa démission en juillet accélère sa perte d'influence politique. Incapable de trouver de nouveaux soutiens au parlement, dont l'activité a repris avec la levée de l'état d'urgence le 1er août, son gouvernement remet sa démission au roi Abdullah Shah le 16 août 2021.

### Gouvernement Ismail

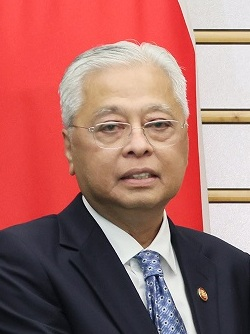
Ismail Sabri Yaakob en 2022.

Après la démission de Muhyiddin Yassin, Ismail Sabri Yaakob est nommé Premier ministre le 21 août 2021 par le roi Abdullah Shah, qui « espère qu’avec la nomination du nouveau Premier ministre les turbulences politiques dans le pays seront révolues ». S'il n'obtient qu'une faible majorité au parlement avec 114 voix sur 222, l'arrivée de Ismail Sabri Yaakob au poste de Premier ministre marque le retour au pouvoir de l'UMNO,.
Cette nomination — qui intervient alors que le pays est confronté à une situation sanitaire et économique tendue — est controversée, Sabri Yaakob se voyant reproché son manque de légitimité démocratique, celui ci devant sa nomination au roi deux ans après que les dernières élections ont conduit à une défaite de son parti. Une pétition de protestation récolte ainsi plus de 350 000 signatures en quelques jours. Face à la pression de l'UMNO en faveur de la convocation de nouvelles élections au vu de sondages très favorables, Ismail Sabri Yaakob finit par demander au roi de dissoudre le Dewan Rakyat, ce qu'il fait le 10 octobre 2022, ouvrant la voix à des élections anticipées un peu moins d'un an avant la date prévue,. Dix jours plus tard, ces dernières sont fixées au 19 novembre.

## Mode de scrutin
Le Dewan Rakyat, aussi appelée Chambre des représentants, est la chambre basse du parlement bicaméral malais. Elle est composée de 222 sièges pourvus pour cinq ans au scrutin majoritaire uninominal à un tour dans autant de circonscriptions uninominales.
Les élections de 2022 sont les premières à être organisées depuis l'abaissement de l'âge d'obtention du droit de vote de 21 à 18 ans. Un amendement constitutionnel est en effet voté en ce sens le 16 juillet 2019 avec le soutien de l'ensemble des législateurs présents, sans vote contre ni abstention, ce qui conduit alors à l'ajout d'environ six millions d'électeurs sur les listes électorales,.
Le scrutin est également le premier depuis le vote d'une loi interdisant aux députés de changer de parti politique en cours de mandat, une pratique jusque là très répandue en Malaisie.

## Déroulement
La convocation anticipée du scrutin l'amène à être organisé en pleine saison des pluies, fréquemment torrentielles au point de provoquer des inondations dans le pays. Le calendrier resserré de deux semaines de campagne dans un tel contexte est par conséquent vivement critiqué, le roi Abdullah Shah s'en inquiétant lui même publiquement.

## Résultats
|                        |                                            |            |       |      |        |               |  |  |  |
| Partis                 | Partis                                     | Voix       | %     | +/-  | Sièges | +/-           |  |  |  |
|                        | Pakatan Harapan (PH)                       | 5 896 142  | 38,00 | 7,56 | 82     | 31            |  |  |  |
|                        | Perikatan Nasional (PN)                    | 4 666 529  | 30,07 | 6,00 | 74     | 42            |  |  |  |
|                        | Barisan Nasional (BN)                      | 3 455 762  | 22,27 | 5,52 | 30     | 28            |  |  |  |
|                        | Alliance des partis du Sarawak (GPS)       | 662 601    | 4,27  | 0,45 | 23     | 4             |  |  |  |
|                        | Parti de l'héritage (WARISAN)              | 281 732    | 1,82  | 0,50 | 3      | 5             |  |  |  |
|                        | Alliance du peuple de Sabah (GRS)          | 194 324    | 1,25  | 0,54 | 6      | 4             |  |  |  |
|                        | Mouvement de la patrie (GTA)               | 109 175    | 0,70  | Nv   | 0      | en stagnation |  |  |  |
|                        | Alliance unie du peuple Sarawak (PERKASA)  | 62 943     | 0,41  | Nv   | 0      | en stagnation |  |  |  |
|                        | Parti de l'harmonie social-démocrate (KDM) | 52 054     | 0,34  | Nv   | 1      | 1             |  |  |  |
|                        | Parti de la nation malaisienne (PBM)       | 16 437     | 0,11  | Nv   | 1      | 1             |  |  |  |
|                        | Autres partis                              | 8 485      | 0,05  | –    | 0      | en stagnation |  |  |  |
|                        | Indépendants                               | 111 043    | 0,72  | 0,13 | 2      | 1             |  |  |  |
|                        |                                            |            |       |      |        |               |  |  |  |
| Votes valides          | Votes valides                              | 15 517 227 | 98,98 |      |        |               |  |  |  |
| Votes blancs et nuls   | Votes blancs et nuls                       | 160 340    | 1,02  |      |        |               |  |  |  |
| Total                  | Total                                      | 15 677 567 | 100   | –    | 222    | en stagnation |  |  |  |
| Abstention             | Abstention                                 | 5 496 071  | 15,96 |      |        |               |  |  |  |
| Inscrits/Participation | Inscrits/Participation                     | 21 173 638 | 74,04 |      |        |               |  |  |  |

## Analyse

Parti arrivé en tête par circonscription.

Le scrutin connaît un nombre de votants record, supérieur à la totalité des inscrits aux précédentes élections. Pour la première fois depuis l'indépendance, il ne s'en dégage pas de majorité claire, malgré le scrutin majoritaire utilisé. Aucune des trois principales coalition, le Pakatan Harapan, le Perikatan Nasional et le Barisan Nasional, ne parviennent à réunir la majorité absolue des sièges. Arrivée en tête, la coalition d'opposition du Pakatan Harapan revendique la victoire et le poste de Premier ministre pour son dirigeant, Anwar Ibrahim, sans toutefois préciser avec quelles formations il entend former une alliance. Le Perikatan Nasional, dirigé par Muhyiddin Yassin, revendique lui aussi la victoire. Le principal parti le composant, le Parti islamique malaisien, bénéficie notamment de la baisse du Barisan Nasional et devient pour la première fois le plus grand parti au Dewan Rakyat,. Le Barisan national du Premier ministre sortant subit à nouveau un net recul, tandis que l'ancien Premier ministre Mahathir Mohamad échoue à se faire réélire dans sa circonscription électorale.
Le 20 novembre, le roi donne aux deux blocs arrivés en tête jusqu'au 21 novembre pour recueillir une majorité de députés. Le délai est ensuite prolongé de 24h, sans succès, le Barisan Nasional décidant de sièger dans l'opposition. Le Perikatan Nasional se déclare à l'inverse ouvert à la formation d'une coalition. Le 24 novembre 2022, après avoir consulté les sultans locaux, le roi nomme au poste de Premier ministre le dirigeant du Pakatan Harapan, Anwar Ibrahim. Celui-ci prête serment le jour même, et reçoit les déclarations de soutien de la quasi-totalité des membres de la Chambre des représentants, qui se rangent à la décision du roi. Seul le Perikatan Nasional se range officiellement dans l'opposition. Anwar Ibrahim reçoit la confiance de l'assemblée le 19 décembre, après la prise de serment des nouveaux représentants,.